# マニトウワッジ空港
マニトウワッジ空港（マニトウワッジくうこう、英語:Manitouwadge Airport）は、カナダオンタリオ州マニトウワッジにある空港。
マニトウワッジの南方5.5kmに位置する。
24時間運営されている空港であるが管制塔を持たず、ウィニペグ・ジェームス・アームストロング・リチャードソン国際空港の管制下にある。また、空港事務室自体は、冬季は午前、夏季は午後のみの運営となっている。
マニトウワッジへの交通手段としては、スーセントマリー空港とサンダーベイ国際空港に定期便が就航しており、マニトウワッジ空港は、公共機関の航空機とチャーター便や私有機が運用されている。